# 와쿠이 히데아키
와쿠이 히데아키(일본어: 涌井 秀章, わくい ひであき, 1986년 6월 21일~)는 일본의 프로 야구 선수이며, 현재 센트럴 리그인 주니치 드래건스의 소속 선수(투수)이다.

## 인물

### 프로 입단 전
초등학생 시절에는 소프트볼을 하고 있었으며(사무카제다이 소프트볼 팀에 소속) 야구는 중학생이 된 이후부터 시니어 리그(마쓰도 시니어)에서 시작했다. 그 후 요코하마 고등학교에 진학했다.
고교 입학 때부터 ‘마쓰자카 다이스케 2세’로 불리고 있었는데 고교 2학년 때 봄에 열린 제75회 선발 고등학교 야구 대회에 1년 선배이자 에이스 나루세 요시히사 등과 함께 출전했다. 준결승까지는 나루세의 구원 투수로서 등판했고 결승전에서는 선발로 나섰지만 고료 고등학교의 타선에 걸린 바람에 3대 15로 대패했다.
제85회 전국 고등학교 야구 선수권 대회 가나가와 대회에서는 결승 진출을 이뤘지만 에이스인 규젠 신고, 같은 학년의 다자와 준이치가 소속된 요코하마 상과대학 고등학교에게 패하면서 춘계와 하계 대회 연속 출전을 놓쳤다.
3학년 여름에는 제86회 전국 고등학교 야구 선수권 대회에서 그의 동기인 이시카와 다케히로와 2년 후배 후쿠다 노부마사 등과 출전했다. 1차전 상대인 호토쿠가쿠엔 고등학교전에서는 가타야마 히로시로부터 홈런을 날리는 등 타격면에서도 승리에 기여했고 2차전 상대인 교토 외대 니시 고등학교와의 경기에선 연장전으로 들어갔지만 몇 번이나 찾아온 위기 상황에도 참을성있는 투구로 극복하는 등 완봉승을 따냈다. 육체적이나 정신적으로도 지구력이 있는 것을 보여줬다. 3차전인 메이토쿠기주쿠 고등학교와의 경기에서는 나카타 료지에게 홈런을 맞는 등 초반에 실점을 내주고도 후반에 끈질긴 투구를 보여주며 팀의 역전승에 기여했다. 이 경기에서는 마쓰시타 겐타와 투수전을 펼친 끝에 승리했다. 그러나 준준결승전인 고마자와 대학 부속 도마코마이 고등학교와의 경기에서는 하야시 유야에게 사이클링 안타를 맞는 등 제구력 난조와 컨디션 저하로 인해 완패했다.
국민 체육 대회 추계 대회에서 첫 상대인 고마자와 대학 부속 도마코마이 고등학교와의 경기에서 14개의 삼진을 빼앗아 완투승을 거뒀고 결승에서는 다르빗슈 유가 소속된 도호쿠 고등학교를 누르고 우승했다. 고교 시절의 와쿠이에 대해선 요코하마 고등학교의 야구부장 오구라 기요이치로는 “마쓰자카보다도 잘 참고 힘든 연습을 견뎌가며 어려움을 극복해 왔다”고 칭찬했다. 그 후 고시엔에서 147 km/h를 측정한 와쿠이를 본 마쓰자카 다이스케는 “많은 노력을 했다고 생각한다”라고 평가했다.
최고 속도 148 km/h의 직구와 슬라이더를 던져 2004년 프로 야구 드래프트 회의에선 세이부 라이온스로부터 단독 1순위 지명을 받았다. 세이부에 대한 인상을 묻자 “마쓰자카와 같은 팀에서 뛰게 돼 매우 기쁘고, 세이부에 가고 싶었다”라고 대답했다. 또한 오구라 부장은 “최고의 팀이 지명해줬다”라고 말했다.

### 세이부 시절

#### 2005년
등번호 16번이 주어지면서 입단할 때부터 많은 기대를 받아 프로 1년차부터 개막 1군 엔트리에 합류했다. 3월 29일 홋카이도 닛폰햄 파이터스와의 경기에서 프로 첫 등판과 동시에 첫 선발 등판을 이뤘지만 다카하시 신지에게 만루 홈런을 맞는 등 2와 1/3이닝 7실점의 성적으로 패전 투수가 됐다. 6월 18일, 교류전 최종전인 야쿠르트 스왈로스와의 경기에서 프로 데뷔 첫 승리 투수가 됐다. 그러나 프로의 벽을 넘지 못할 정도의 고전을 겪으면서 프로 1년째의 승수는 이 1승에만 그쳤다. 그 해 2군에서 우수 선수로 선정됐다.

#### 2006년
선발 로테이션에 정착하여 고졸 신인인 스미타니 긴지로와 함께 10대끼리 배터리를 구성하여 ‘10대 배터리’라고 불릴 정도로 언론에서도 화제가 됐다. 3월 26일 오릭스 버펄로스와의 경기에서 스미타니와의 콤비를 이뤄 승리 투수가 됐고 또한 4월 23일 도호쿠 라쿠텐 골든이글스와의 경기에서는 마찬가지로 스미타니와의 배터리로 자신의 첫 완투승을 따냄과 동시에 완봉승을 기록했다. 10대 배터리로서의 승리 투수가 된 사례는 1989년에 요코하마 다이요 웨일스의 이시이 다다노리-다니시게 모토노부 이후 17년 만이었다.
6월에는 리그 1위의 평균 자책점과 3승 1패의 성적으로 자신의 첫 월간 MVP를 수상했고 감독 추천으로 올스타전에 첫 출전했다. 8월 19일 후쿠오카 소프트뱅크 호크스와의 경기에서 ‘세이부 라이온스 발족 이래 퍼시픽 리그 공식전 통산 2000승째’의 승리 투수가 됐다. 이것은 당초 세이부 구단 홍보나 통신사 기자들도 알아차리지 못했고 인터넷 게시판에 투고된 팬의 정보에 의해 처음으로 밝혀졌던 것이 《분카 방송 라이온스 나이터》의 나카가와 주시로 공식 홈페이지에서 공표됐다.
오프에는 부상으로 출전을 포기한 후쿠도메 고스케를 대신하여 미일 야구 대회의 대표팀 선수로 발탁돼 1이닝을 등판하면서 호투를 보였고 저메인 다이에게서는 “언젠가 메이저 리그에서 통할 것 같은 훌륭한 투수였다”라고 말했다.

#### 2007년
데뷔 때의 속구 중심의 투구에서 타자에게 공을 치게 한 후 아웃을 잡는 투구폼을 변경함으로써 승리를 지속적으로 쌓아나갔다. 4월 3일의 소프트뱅크전에서의 5회초에는 일본 프로 야구 역대 12번째가 되는 1이닝 4개의 탈삼진을 달성했고 최종적으론 17승을 올려 다승왕 타이틀을 획득, 양대 리그 최다인 213투구 이닝과 199개의 피안타를 기록했다. 완투수 11개는 리그 2위였다.
그 해 12월에 열린 베이징 올림픽 출전이 걸린 아시아 예선 결승 리그의 일본 대표 멤버로 다르빗슈 유와 함께 최연소로 선출돼 첫 경기의 선발을 맡아 필리핀을 상대로 6이닝 1피안타 무실점의 호투를 보였다. 이 경기의 선발을 알리기 위해 호시노 센이치가 머물던 방으로 불려나갔을 때 와쿠이 본인은 틀림없이 대표팀에서 떨어진 것을 알리기 위함이라고 생각하여 “가고 싶진 않습니다”라고 떼를 썼다고 한다. 재계약 협상 때 구단측으로부터 등번호를 ‘18’번으로 변경하는 것이 어떻겠냐는 제안에 이를 거절했고 “투수의 타이틀을 모두 획득할 정도가 아니라면 바꿀 수 없다”라는 등번호 18번의 막중함과 ‘세이부가 되고 나서 16번을 착용한 것은 3명(마쓰누마 마사유키·시오자키 데쓰야·와쿠이) 뿐’이라고 세이부 투수진의 일각을 담당한 등번호 16번의 선배들에 대한 경의를 이유로 들었다.

#### 2008년

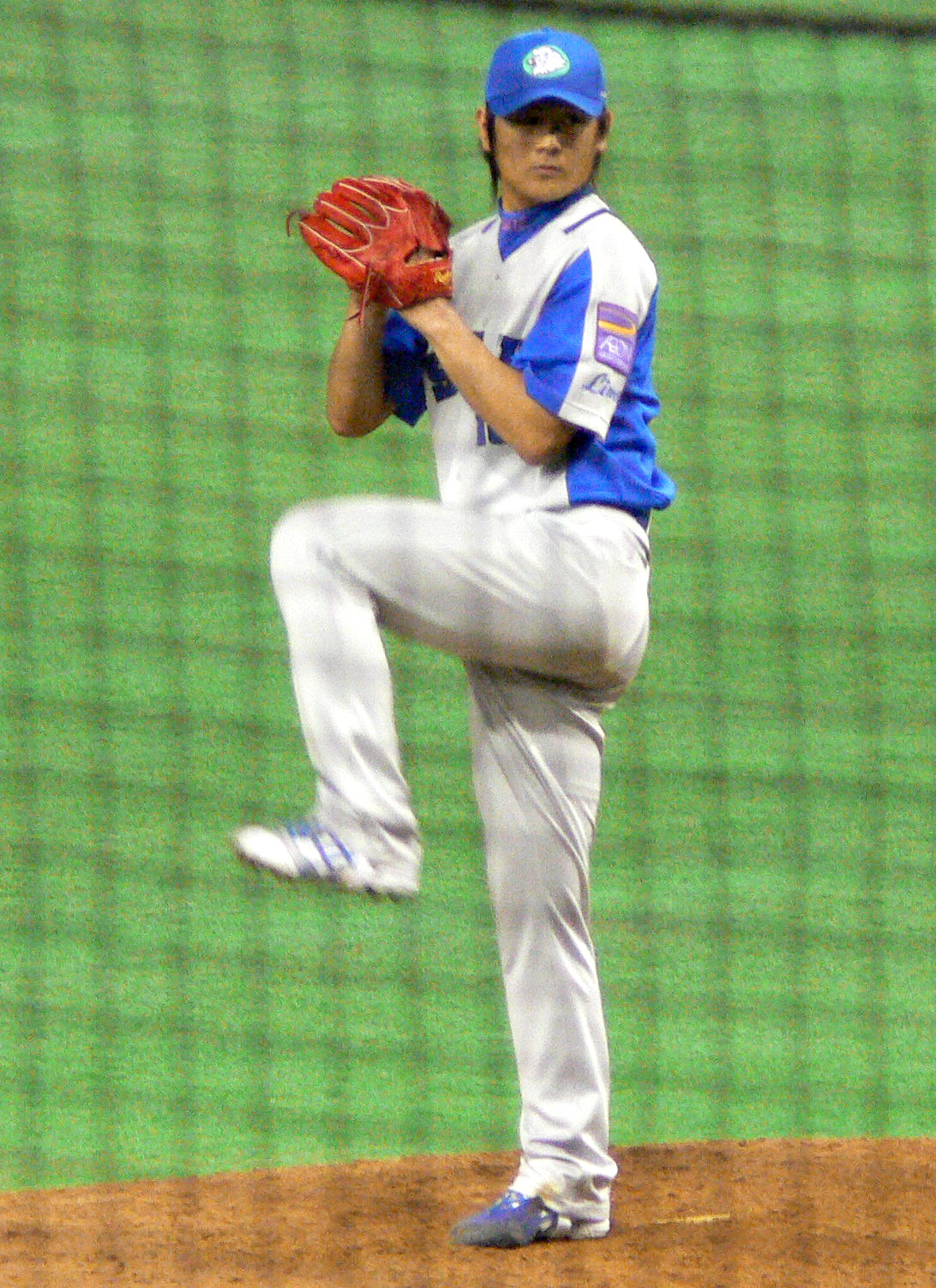
세이부 시절의 와쿠이(2006년 11월 4일)

3월 20일의 오릭스와의 경기에서 처음으로 개막전 선발 투수를 맡았다. 시즌 초반에는 1점대의 평균 자책점을 유지하면서 비교적 호조로 팀은 승리하고 있었지만 정작 자신은 뚜렷한 활약을 보여주지 못했고 개막 이후부터 4경기째인 4월 10일 지바 롯데 마린스와의 경기까지 승리를 얻지 못했다. 이 경기에서 결승타를 때린 호소카와 도루는 “오늘은 와쿠이만을 위해서 때려냈다”며 그때까지 좀처럼 승리 투수가 되지 못했던 와쿠이를 위로했다. 작년에 다승왕을 획득했지만 기교적인 피칭이 ‘신선하지 못하다’라는 혹평을 받아 구속을 올리기 위해 봄부터 조정법을 바꾸고 있었다. 여름까지 구속 향상을 달성하는 것이 목표였지만 그 효과가 나타난 것은 포스트 시즌 이후였으며 중반 이후에는 약간의 저조한 성적이 계속됐다.
8월에는 베이징 올림픽 야구 일본 국가대표로 발탁돼 중화 타이베이전과 중국전의 선발을 맡아 2승을 올렸다. 대한민국전에서의 중간 계투로도 등판해 이 대회의 일본 대표팀 투수 중에서 최다 이닝의 등판을 했다. 또한 대한민국전에서 와쿠이가 구원으로 등판한 상황은 당초의 순번으론 다르빗슈가 중간 계투로 등판할 예정이어서 와쿠이는 한번 어깨를 풀고 있었지만 쉬고 있었다. 예정이 갑작스럽게 변경됐지만 불펜을 통화하는 전화가 고장이어서 벤치의 지령이 전달되지 못했고 와쿠이는 준비 부족 상태로 마운드에 올라가게 됐다고 훗날 당시 일본 대표팀 투수 코치였던 오노 유타카가 밝혔다. 귀국 후에는 국제 공인구와 일본 프로 야구 공인구와의 차이에 고생하는 등 4사구 허용률은 전년의 2.45에서 3.07로 악화됐고 3년 연속이 되는 두 자릿수 승리 기록을 달성했지만 11패를 기록하면서 승수보다 많아졌지만 팀은 리그 우승을 달성했다.
클라이맥스 시리즈에서는 1차전과 5차전에 선발로 나서 합계 15이닝 던져 1실점과 2승을 올렸다. 5차전에서는 7회 2사까지 주자를 허용하지 않고 최종적으로는 3피안타 무볼넷 완봉 승리로 팀의 클라이맥스 시리즈 우승에 기여하는 등 클라이맥스 시리즈 MVP에 선정되는 영예를 안았다. 애초에는 시즌 후반에 부진을 겪고있는 와쿠이를 1차전에 기용한다는 사실에 찬반양론이 있었지만 ‘큰 무대에서 강하다’라는 이유로 와타나베 히사노부 감독이 와쿠이를 등판시켜 기대에 부응했다. 요미우리 자이언츠와의 일본 시리즈에서 1차전과 5차전에 선발로 나왔는데 1차전에서는 8이닝을 던지면서 1피안타 1실점으로 막아냈고 상대팀 선발 우에하라 고지와의 투수전 끝에 누르면서 팀에 승리를 안겨주었다. 5차전에서도 역시 우에하라와의 맞대결을 펼쳤지만 우에하라는 3이닝 2실점으로 강판돼 자신은 6회까지 1실점에 호투하는 활약을 보였다. 그러나 7회에 갑작스런 제구력 난조로 4실점을 내주고 7회 도중에 강판되면서 팀도 패하는 등 일본 시리즈 우승하기까지 2승을 남겨둔 시점에서 결정타를 안겨주었다. 하지만 7차전에서는 5회부터 중간 계투로 등판하여 2이닝을 퍼펙트하게 막아내며 5차전에서의 패배를 설욕했고 8회에 팀이 역전하면서 그대로 일본 시리즈 정상에 올랐다. 이 경기에서 세이부는 선발 니시구치 후미야 이외의 투수는 자신을 포함해 단 한 명의 주자도 내보내지 않았다. 아시아 시리즈에서는 결승전 상대 통이 라이언스와의 경기에 선발 등판하여 6과 2/3이닝을 무실점에 막아내 팀 우승에 공헌했다.
그 해 오프 시즌에는 구단으로부터 등번호 18번을 제시받아 고심 끝에 등번호를 변경하기로 결심했고 지금까지의 등번호 ‘16’은 이시이 가즈히사에게 넘겨졌다. 이것은 당시 2009년을 마지막으로 이시이가 은퇴한다는 소문이 있어서 “마지막엔 이시이가 16번을 착용해주었으면 좋겠다”라고 주간 겐다이와의 인터뷰에서 밝힌 바 있다.

#### 2009년
이듬해 2009년 월드 베이스볼 클래식의 일본 국가대표로 발탁돼 주로 중간 계투, 원포인트로서 호투하는 등 2연패 달성에 기여했다. 4월 3일 개막전에서는 2년 연속이자 자신의 2번째로 개막전 선발 투수를 맡았는데 개막전 투수는 미국 원정 중에 와타나베 감독으로부터 직접 전화를 받아 타진받았다. 이 때문인지 월드 베이스볼 클래식이 끝난 뒤인 3월 26일 밤에 귀국하여 다음날 27일 주간 경기의 시범 경기에 선발 등판해 조정한다는 강행군이었다.
개막 이후부터 안정된 투구를 이어나가다가 7월에는 4경기에 4승 무패와 평균 자책점 1.64의 성적을 기록하여 월간 MVP에 선정됐다. 작년 시즌보다 구속을 높이기 위한 노력과 근력 트레이닝에 적극적으로 나선 것이 주효해서 구위가 올라가며 탈삼진 개수가 늘어났고 그동안의 기교파 이미지로부터 일대 변신해 성장하는 직구 중심의 투구로 바뀌었다. 하지만 결정적 순간에 나서는 비장의 카드였던 알렉스 그라만이 5월에 왼쪽 어깨 관절염으로 전력에서 이탈함에 따라 팀의 중간 계투진이 불안정해졌고 선발로 나선 경기에서는 완투를 피할 수 없게 됐다. 게다가 8월에는 팀의 주포였던 나카무라 다케야가 갑작스런 부상으로 일시적으로 이탈하면서 팀의 득점력이 저하된 탓에 8월부터 9월에 걸쳐 5경기 연속 9회까지 던졌음에도 두 경기에서만 승리 투수가 됐고 그 중 두 차례는 동점이라서 완투도 기록되지 않았다.
투구 수가 많아져서 160개 이상 던진 경기가 3경기에 이르는가 하면 한 경기당 투구 수는 132개, 한 이닝당 투구 수는 16.8개에 달했다. 연간 투구 수가 3,555개를 던져 2007년의 3,385개에 이어 양대 리그를 통틀어 1위였다. 최종적으론 16승 6패로 2년 만에 다승왕 타이틀을 획득하면서 4년 연속 두 자릿수 승리를 달성했다. 또한 투구 이닝은 12개 구단 중에서 유일하게 200이닝을 넘었고 11차례의 완투는 양대 리그를 합쳐 단독 최다 기록이며 4차례의 완봉은 양대 리그 최다 기록과 타이를 이루었다. 평균 자책점 2.30, 탈삼진 199개는 모두 자신의 최고 기록이자 리그 2위였는데 양대 리그를 통틀어 유일하게 혼자서 모든 선정 기준을 충족함에 따라 2009년도에 최고의 투수에게 주어지는 사와무라 에이지상을 수상했다. 오프에는 출신지인 마쓰도시의 시민 영예상을 수상했고 통산 승수에 따라 시에 기부를 하겠다는 뜻을 밝혔다.

#### 2010년
3년 연속이자 3번째의 개막전 선발 투수를 맡았다. 이 경기에서 지바 롯데 마린스에 뛰는 요코하마 고등학교 시절의 선배인 나루세 요시히사와 투수로서 맞붙어 접전 끝에 승리를 거두었다. 그 이후로는 불안정한 투구가 이어지다가 4월 9일 지바 롯데와의 경기를 하루 앞둔 연습 중에 같은 팀 타자가 때려낸 타구가 후두부를 직격하는 통에 병원에서 검사를 받는 사고를 당했다.
5월 이후에는 컨디션을 회복하여 교류전에선 4승을 올렸고 그 해 소프트뱅크의 와다 쓰요시 다음으로 교류전 통산 17승을 기록했다. 5월 15일 요코하마 베이스타스와의 경기에서는 4타수 3안타 4타점의 활약을 보여 프로 입단 이후 및 퍼시픽 리그의 투수로서 교류전 사상 첫 맹타상을 획득했다. 그 후 이시이 가즈히사와 기시 다카유키 등의 주력 투수들이 연달아 부상으로 이탈했기 때문에 컨디션 유지를 위해서 매 경기 완투를 전제로 던지는 것을 피할 수 없게 됐다. 하지만 그 해 여름엔 기록적인 무더위로 등판 중에 탈수 증상을 일으켜 다리에 쥐가 나 강판되는 등 체력이 소모됐을 뿐만 아니라 경기 도중까지 호투하였는데도 경기 후반에 갑작스런 제구력 난조로 대량 실점하는 경우도 있었다. 그럼에도 불구하고 전반기의 활약에 의해 시즌 14승을 기록했다.
그러나 시즌 종료 후에는 재계약 협상에서 난항을 겪었는데 와쿠이와 구단 측이 동시에 2011년 1월 12일 일본 프로 야구 조직에 연봉 조정을 신청했다. 구단이 제시한 액수는 작년과 동일한 2억 2,000만 엔, 와쿠이가 희망하는 액수는 5,000만 엔이 증가된 2억 7,000만 엔이었는데 2011년 1월 28일에 나온 조정 결과는 2억 5,300만 엔으로 와쿠이의 주장을 인정한 셈이다. 조정 문서에는 구단 측의 연봉 동결 주장이 ‘논리에 어긋난다’라고 판단돼 에이스로서의 활약한 가운데서도 전반기의 성적이 좋았던 것을 평가받아 이러한 결과가 나왔다고 한다.

#### 2011년
4년 연속으로 4번째의 개막전 선발 투수를 맡았고 홋카이도 닛폰햄 파이터스의 다르빗슈 유를 상대로 성적을 올리는 것을 시작으로 6월 중순까지는 평균 자책점 1점대를 유지하여 일시적이나마 리그 1위로 올라섰지만 시즌 개막을 앞두고 팔꿈치 통증으로 슬럼프에 빠지는 등 5월에 1군 등록이 말소됐다. 프로 2년째에 로테이션에 들어가고 나서 스케줄 사정 외에 말소된 것은 처음있는 일이었다. 복귀 이후에도 해소되지 않은 팔꿈치 통증과 6월에 열린 요미우리전에서 날아온 타구를 맞은 것에 의한 다리 통증 때문에 투구 폼이 크게 무너져 결국 7월 이후 성적이 떨어지는 등 5년간 계속됐던 두 자릿수 승리 기록이 중단됐다(9승 12패).
시즌 종료 후 5월에 말소될 당시 오른쪽 팔꿈치에 유리 연골이 발견되면서 한때는 수술을 검토했지만 보존 치료를 통해 회복하기로 선택하였다. 5월부터 탤런트 스기사키 미카와 교제하고 있었지만 8월 중순에 결별했다.

#### 2012년

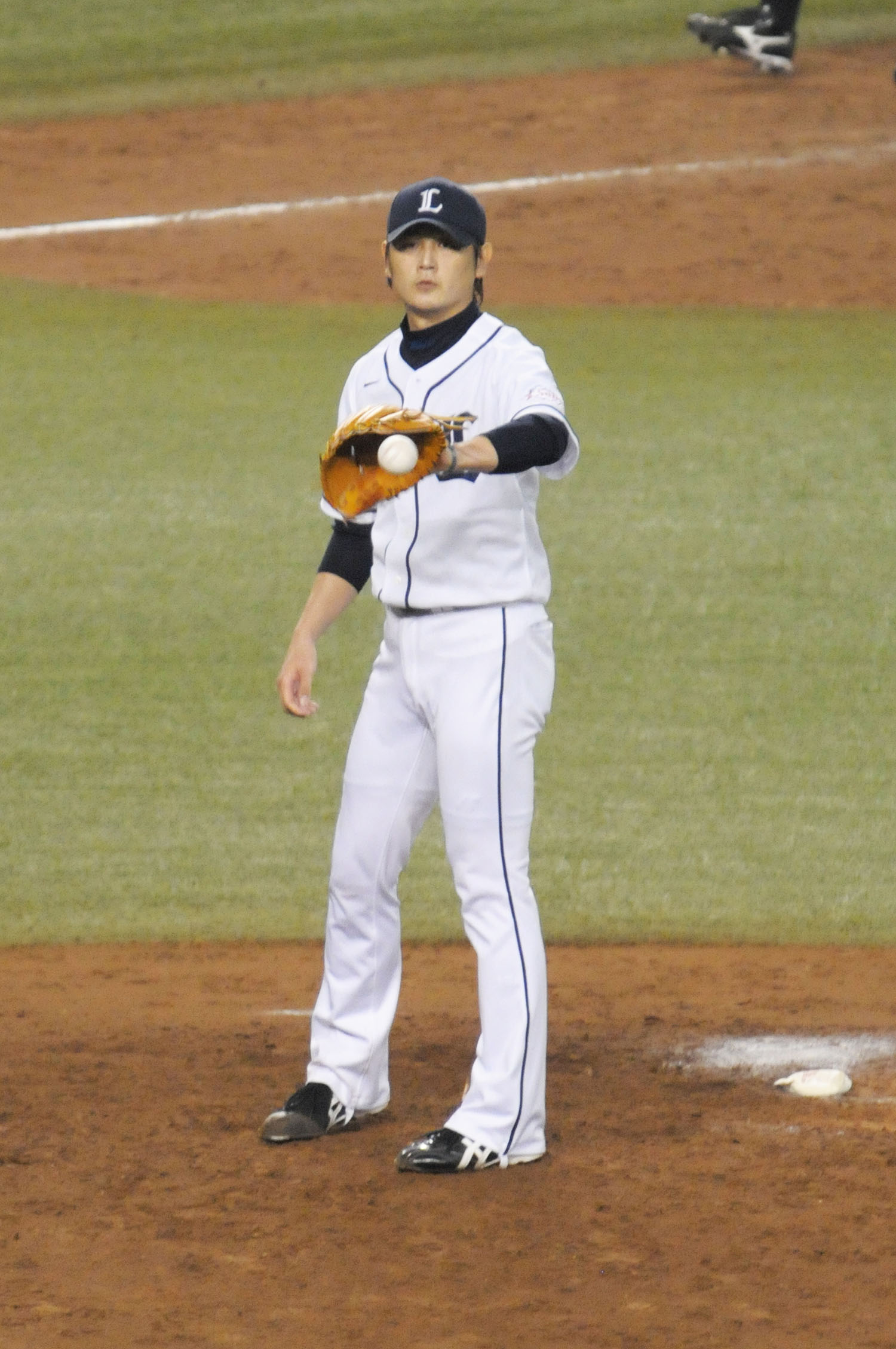
세이부 시절의 와쿠이(2012년 9월 30일, 세이부 돔)

5년 연속 5번째의 개막전 선발 투수를 맡았지만 개막 이후부터 3연패를 당하는 등 4월 16일에 1군 등록이 말소됐다. 그 후 마무리 투수를 맡고 있던 엔리케 곤잘레스의 부진에 따라 프로 데뷔 후 처음으로 마무리 투수로 기용돼 5월 4일에 복귀, 같은 날 지바 롯데와의 경기(세이부 돔)에서 1점을 앞선 9회에 등판하여 3명의 타자를 상대로 3자 범퇴로 막아냈다. 5월 13일 닛폰햄전에서 1이닝 동안 타자 5명을 상대로 1피안타 1볼넷을 내주면서도 무실점으로 막아내 프로 데뷔 후 첫 세이브를 기록했다. 그러나 5월 18일에 발매된 사진 주간지 《프라이데이》에서 여성 문제가 발각돼 24세의 호스티스가 침대 위의 투샷 사진도 공개하여 성관계했다는 사실을 고백했다. 다음날 “팬 여러분에게 심려를 끼쳐드려 죄송하다”라고 사과했지만 22일에 구단 측은 와쿠이의 행동을 문제삼아 와쿠이의 출장 선수 등록을 무기한 말소 조치라는 중징계를 내렸다고 발표했다. 6월 16일에 구단이 엄중 주의를 줬고 징계 해제를 발표하면서 22일에 1군 복귀했다. 시즌 종료까지 마무리 투수로서 출전하여 리그 2위에 해당되는 30세이브를 기록했다.
시즌 종료 후인 11월 6일에 ‘사무라이 재팬 매치 2012 ‘일본 대표 vs 쿠바 대표’’의 일본 대표팀 명단이 발표됐고 12월 4일에 제3회 월드 베이스볼 클래식 일본 대표팀 후보 선수 34명이 발표되면서 후보로 발탁됐다.

#### 2013년
2월 20일에는 제3회 월드 베이스볼 클래식 일본 대표팀 선수 28인 명단이 발표되면서 대표팀에 발탁됐다. 그러나 합숙 중에 또다시 여성 문제가 불거지면서 언론에 보도되자 구단으로부터 엄중 주의를 받았다. 개막 이후부터 작년 시즌의 마무리에서 선발로 복귀했지만 컨디션 저하와 제구력 난조로 시즌 도중부터 중간 계투나 선발 복귀를 반복했다. 시즌 중반 이후에는 작년과 마찬가지로 중간 계투에만 전념하여 시즌 종반에는 마무리로 활약하는 등 9월 25일의 라쿠텐전부터 10경기 연속 등판해 이나오 가즈히사가 기록했던 구단 기록을 경신했다. 10월 1일부터는 6일 연속으로 세이브를 기록해 클라이맥스 시리즈 진출에 기여했다.
클라이맥스 시리즈 퍼스트 스테이지 3전에서는 1점을 뒤지고 있는 상황에서 8회초에 등판했지만 가쿠나카 가쓰야에 쐐기를 박는 2점 적시 3루타를 허용하는 등 아웃카운트를 한 개도 잡지 못한 채 강판됐다. 결과적으로 팀은 퍼스트 스테이지에서 패하면서 이것이 세이부에서의 마지막 등판이 됐다. 오프 시즌에는 국내 FA 자격을 얻었다.

### 지바 롯데 시절
2013년 11월 19일에 지바 롯데와 처음으로 입단 협상을 갖고 12월 18일 계약에 합의했다고 발표했다. 12월 25일에 입단 기자회견을 가지면서 등번호는 세이부 입단 때와 마찬가지로 16번으로 결정됐다.

#### 2014년
4월 15일, 세이부와의 3차전(사이타마 현영 오미야 공원 야구장)에서 그해 시즌에서의 3번째가 되는 선발로 등판하여 7이닝 동안 피안타 5개, 탈삼진 8개, 4사구 1개, 2자책점, 투구수 110개를 던지는 등의 호투로 팀은 3대 2의 승리를 거뒀다. 와쿠이는 이 경기에서 승리 투수가 되어 지바 롯데 이적 후 첫 승리 투수가 됐다. 그리고 옛 친정팀인 세이부로부터 승리를 따내면서 역대 13번째가 되는 전체 12개 구단을 상대로 승리를 달성했다. 2005년에 교류전이 도입된 이후에 이 기록을 달성했던 10명 가운데 소속 구단이 최소 2개 구단에서 달성한 것은 구보 야스토모, 이시이 가즈히사, 스기우치 도시야에 뒤를 이은 역대 4번째이며 소속된 리그에서만 달성한 것은 와쿠이가 사상 최초이다. 하지만 전반기에는 팀이 패전하는 경기가 계속되면서 자신은 2군에 머물러 있었지만 후반기에 반격하는 모습을 보여주면서 최종적으로는 전성기때의 모습을 보여줄 수는 없었으나 8승 12패의 성적으로 3년 만에 규정 투구 이닝을 채웠다.

#### 2015년
3월 27일, 시즌 개막전에 선발 등판하여 6이닝 무실점의 호투로 승리 투수가 됐다. 4월 4일 라쿠텐과의 경기에서는 2년 만이자 지바 롯데 이적 후 처음으로 완투승과 무4사구 완투를 기록했다. 그 후에도 순조로운 활약을 보여주면서 승수를 쌓아가는 등 8월 14일 오릭스 버펄로스와의 경기(홋토못토 필드 고베)에서 7이닝 2실점의 호투로 2010년 이래 5년 만에 두 자릿수 승리 기록을 세웠다. 시즌 최종전이 된 10월 6일 라쿠텐과의 경기에서 스스로 지원하여 등판, 연장 10회까지 137개의 공을 던져 승리 투수가 됐다. 오타니 쇼헤이와 함께 세이부 시절인 2009년 이래 6년 만이자 자신으로서는 통산 세 번째인 다승왕 타이틀을 지바 롯데 이적 후 처음으로 획득하는 영예를 안았다.

## 플레이 스타일
공의 릴리스 포인트가 좋고 밸런스가 잡힌 폼에서 날카로운 구속과 다채로운 변화구를 던지는 본격파 우완 투수이다. 풍부한 달리기 연습량에 의해 하반신이 강인해서 9회에도 140 km/h를 넘는 구속을 보여주는 지구력을 갖추고 있다. 에나쓰 유타카는 와쿠이의 투구에 대해 다음과 같이 말했다.

폼의 밸런스가 좋은 것으로 봐선 와쿠이는 현재 일본 야구계에서 세 손가락에 꼽힐 것이다. 다른 투수와 비교해도 타자 가까이에서 공을 던지고 있는 것처럼 보인다. (중략) 하반신에 끈기가 없으면 그만큼 릴리스 포인트를 길게 갖고가는 투구를 하는 것은 어려운 것이다.— 에나쓰 유타카

스리쿼터로부터 던지는 평균 구속 약 142 km/h, 최고 속도 152 km/h의 직구는 평상시 140 km/h 정도에만 머물러 있지만 이 한번이라는 장면에선 140 km/h 후반을 기록할 정도로 전력투구를 하고 2012년에 마무리로 기용됐을 때에는 평균 구속 약 145 km/h를 기록했다. 이러한 투구 스타일에 대해 당시 투수 코치였던 시오자키 데쓰야는 다음과 같이 말했다.

선발로서 첫회부터 보통으로 던지고 있을 때는(중략) 힘을 조절할 부분에서 여유를 갖고 던지고 있다. 그 대신에 이 한번이라는 곳에서는 전력으로 승부를 할 수 있다.— 시오자키 데쓰야

또한 릴리스 포인트가 보통의 투수보다 앞에 있음으로서 스피드 표시보다 체감 속도가 빠르다고 말했고 마쓰누마 마사유키에 의하면 “와쿠이 투수의 투구 폼의 특징은 손색이 없고 모든 힘을 한 점에, 즉 공을 전달해서 던지고 있다는 것, 그 때문에 실제 공의 스피드보다 타자에게는 빠르게 보인다”라고도 말했다.
변화구는 약간 옆, 세로의 슬라이더, 120 km/h 전후의 커브, 100 km/h 전후의 슬로 커브, 포크볼, 체인지업, 슈토를 던지며 “어느 구종이라도 스트라이크를 잡을 수 있어 승부를 할 수 있기 때문에 타자에게서는 쥐어짜듯이 어렵다”라고 말하는 반면 “삼진을 잡을 수 있는 결정구가 없기 때문에 한 경기의 투구 수가 늘어나는 경향이 있다”는 지적도 받았는데 실제로 탈삼진률은 2015년까지 통산에서 6.59, 본인의 최고 기록(2009년)에도 8.46으로 나타내 그리 높진 않다. 2010년에는 작년 시즌에 1할 1푼 5리의 피타율을 기록하고 있던 포크볼이 변화하지 않게 된 것에 슬럼프를 겪어 와타나베 히사노부는 “2007년까지 결정구였던 포크볼의 부활이 앞으로의 과제”라고 말했다.
시오자키는 특징의 하나로서 경기 중의 수정력, 조절력이 뛰어나다는 것을 꼽고 있다. 에나쓰도 “그 날의 컨디션을 빠른 단계에서 읽어내고 투구의 축에 컨디션이 좋은 공을 둔다. 그것을 자신의 판단으로 할 수 있다고나 할까, 승부의 포인트에서 구사하고 있는 와쿠이의 자세를 자주 보게 된다. 감탄할 정도다”라고 평가했다. 타구 처리 능력이 높고, 특히 번트 처리나 투수 앞 땅볼을 잡아서 병살 처리하는 플레이가 특기이다.
타구 처리도 능숙하고 번트 타구를 재빠르게 처리해 1루 주자를 2루로 포스 아웃하는 경우도 많았다. 견제하는 기술도 뛰어나면서 2011년에는 양대 리그 최다인 5차례의 견제사를 기록했다.

## 에피소드
해마다 독자적인 연습 메뉴를 짜는 오사코 고이치는 “물리적인 면에서 그(와쿠이)가 안 보이는 곳에서 하는 노력은 장난이 아니다”라고 혀를 내두른다. 특히 달리기 연습량이 엄청날 정도로 일본 야구계에서도 손꼽을 정도였는데, 하반신이 자꾸 커지면서 시즌 종료 후에 구입한 청바지 무릎이 자리에 앉은 순간 터져 버린 적도 있다. 시오자키 데쓰야도 “야구에 임하는 자세가 진지하고 성실하며, 자신이 처한 입장을 잘 이해해서 주위에도 좋은 영향을 끼친다”라고 높이 평가했다.
오치아이 히로미쓰는 와쿠이에게서 받은 인상에 대해 “포커페이스로 마운드에 서서 혼자 끝까지 던졌다. 스트라이크에 볼로 판정이 떨어져도 감정을 겉으로 드러내는 법 없이 속으로 삭였다. 요즘에는 희로애락을 그대로 표현하는 선수들이 많은 가운데 아직도 이런 선수가 있나 싶어서 조금 기뻤다”라고 기술했다. 경기 중에만 그러는 것이 아니라 사진 촬영 때도 웃는 게 워낙 서툴러서 잡지 취재할 때면 고생한다고 한다. 그런 반면 눈물이 많아서 이시이 다카시의 은퇴 경기와 아카다 쇼고의 트레이드 발표가 났을 때는 남들 시선도 개의치 않고 우는 모습이 보도되기도 했다.
만화나 게임을 무척 좋아하는 터라 호아시 가즈유키와 함께 ‘원피스 모임’를 결성하는가 하면, 원피스를 좋아하는 정도가 워낙 강하다보니 《만도 고바야시》(후지 TV ONE)의 ‘영화 원피스 극장판 Z 공개 기념 특집 방송’(2012년 12월 14일)에도 출연했다. 더 나아가 세이부 시절에는 팀에서 유행하던 ‘붐버맨’에서 최고의 기량을 뽐냈다. 스미타니 긴지로는 “와쿠이가 워낙 강해서 다들 팀을 짜고 싶어한다”라고 말했다. 스미타니와 게임으로 친분을 두텁게 한 결과 최우수 배터리상을 수상했다. 고역으로 여기던 취재도 마치고 나면 웃음을 지어 보였다고 한다. 경기 중간과 평상시의 괴리가 너무 큰 탓에 《분카 방송 라이온스 나이터》(분카 방송)에서는 ‘피칭은 어른, 말과 행동은 어린아이’라고 평했고, 시오자키도 “아직 어린애 같은 면모가 있다”라고 말했다. 팀 동료는 와쿠이를 ‘불가사의한 사람’ 이라고 평가했고 잡지에서는 ‘츤데레계’라는 평가를 내리기도 했다.
‘에이스’라고 불리는 것에 회의감을 갖고 있어서 “(에이스라고 불리는 것에)구애받지 않는다. 두 번째·세 번째 투수 같은 순번을 붙이는 것도 필요없다고 생각한다. 마운드에 올라갔던 모든 투수들이 이길 수 있다는 것이 강한 팀이라고 생각한다”라는 지론을 갖고 있다.
어린 시절에는 편식했지만, 현재는 채소 중심의 식생활을 중점으로 두고 있다.

## 상세 정보

### 출신 학교
- 요코하마 고등학교

### 선수 경력
프로팀 경력
- 세이부 라이온스·사이타마 세이부 라이온스(2005년 ~ 2013년)
- 지바 롯데 마린스(2014년 ~ 2019년)
- 도호쿠 라쿠텐 골든이글스(2020년 ~ )

국가 대표 경력
- 2008년 베이징 올림픽 일본 국가대표
- 2009년 월드 베이스볼 클래식 일본 국가대표
- 2013년 월드 베이스볼 클래식 일본 국가대표

### 수상·타이틀 경력

#### 타이틀
- 다승왕: 3회(2007년, 2009년, 2015년)

#### 수상
- 골든 글러브상: 4회(2009년, 2010년, 2015년, 2016년)
- 월간 MVP: 3회(2006년 6월, 2009년 7월, 2016년 3·4월)
- 최우수 배터리상: 1회(2009년)
- 사와무라 에이지상: 1회(2009년)
- 퍼시픽 리그 클라이맥스 시리즈 MVP(2008년)

### 개인 기록

#### 투수 기록
- 첫 등판·첫 선발: 2005년 3월 29일, 대 홋카이도 닛폰햄 파이터스 2차전(삿포로 돔), 2와 1/3이닝을 던져 7실점으로 패전 투수
- 첫 탈삼진: 상동, 1회말에 오다 도모유키로부터 헛스윙 삼진
- 첫 승리·첫 선발 승리: 2005년 6월 18일, 대 야쿠르트 스왈로스 6차전(메이지 진구 야구장), 6이닝 1실점
- 첫 완투 승리·첫 완봉 승리: 2006년 4월 23일, 대 도호쿠 라쿠텐 골든이글스 5차전(풀캐스트 스타디움 미야기)
- 첫 세이브: 2012년 5월 13일, 대 홋카이도 닛폰햄 파이터스 8차전(하코다테 시 지요가다이 공원 야구장), 9회말에 5번째 투수로서 구원 등판·마무리, 1이닝 무실점
- 첫 홀드: 2012년 6월 22일, 대 오릭스 버펄로스 5차전(사이타마 현영 오미야 공원 야구장), 9회초에 4번째 투수로서 구원 등판, 1이닝 무실점

#### 타격 기록
- 첫 안타: 2006년 5월 23일, 대 주니치 드래곤스 1차전(나고야 돔), 4회초에 가와카미 겐신으로부터 투수 내야 안타
- 첫 타점: 2009년 5월 28일, 대 한신 타이거스 2차전(한신 고시엔 구장), 2회초에 안도 유야로부터 좌월 적시 2루타

#### 기록 달성 경력
- 통산 1000투구 이닝: 2010년 8월 28일, 대 도호쿠 라쿠텐 골든이글스 17차전(세이부 돔), 1회초 1사에 히지리사와 료를 3루 땅볼로 잡아 달성 ※역대 322번째(다르빗슈 유와 같은 날에 달성)
- 통산 1000탈삼진: 2013년 8월 8일, 대 홋카이도 닛폰햄 파이터스 17차전(세이부 돔), 9회초에 오비키 게이지로부터 헛스윙 삼진으로 잡아 달성 ※역대 135번째
- 통산 1500투구 이닝: 2014년 9월 9일, 대 사이타마 세이부 라이온스 22차전(QVC 마린필드), 2회초 2아웃에 사이토 쇼고로부터 헛스윙 삼진 ※역대 168번째
- 통산 100승: 2015년 7월 24일, 대 도호쿠 라쿠텐 골든이글스 13차전(라쿠텐 Kobo 스타디움 미야기), 7이닝 2실점(1자책점) ※역대 132번째

#### 기타
- 1이닝 4탈삼진: 2007년 4월 3일, 대 후쿠오카 소프트뱅크 호크스 1차전(굿윌 돔), 6회초에 야마자키 가쓰키·혼마 미쓰루(낫아웃)·기도코로 류마·다무라 히토시로부터 ※역대 12번째(13번째)
- 개막전 선발 투수: 6회(2008년 ~ 2012년, 2015년)
- 전원 탈삼진: 2009년 4월 24일, 대 지바 롯데 마린스 4차전(세이부 돔) ※역대 4번째(매이닝 탈삼진과 합한 달성은 사상 최초)
- 10경기 연속 등판: 2013년 9월 25일 ~ 10월 6일 ※세이부 구단 기록
- 6경기 연속 세이브: 2013년 10월 1일 ~ 10월 6일에 걸친 6경기 ※일본 기록 타이(역대 5번째)
- 전 구단 상대로 승리: 2014년 4월 15일, 대 사이타마 세이부 라이온스 3차전(사이타마 현영 오미야 공원 야구장), 7이닝 2실점 ※역대 13번째
- 올스타전 출장: 6회(2006년, 2007년, 2009년, 2010년, 2015년, 2016년)

### 등번호
- 16(2005년 ~ 2008년, 2014년 ~ 2018년, 2020년 ~ )
- 18(2009년 ~ 2013년, 2019년)

### 연도별 투수 성적
| 연 도      | 소 속      | 등 판 | 선 발 | 완 투 | 완 봉 | 무 4 구 | 승 리 | 패 전 | 세 이 브 | 홀 드 | 승 률 | 타 자 | 이 닝 | 피 안 타 | 피 홈 런 | 볼 넷 | 고 4 | 몸 맞 | 탈 삼 진 | 폭 투 | 보 크 | 실 점 | 자 책 점 | 평 자 책 | W H I P |
| ---------- | ---------- | ----- | ----- | ----- | ----- | ------- | ----- | ----- | -------- | ----- | ----- | ----- | ----- | -------- | -------- | ----- | ---- | ----- | -------- | ----- | ----- | ----- | -------- | -------- | ------- |
| 2005년     | 세이부     | 13    | 13    | 0     | 0     | 0       | 1     | 6     | 0        | 0     | .143  | 253   | 55.1  | 62       | 11       | 23    | 0    | 4     | 57       | 2     | 0     | 45    | 45       | 7.32     | 1.54    |
| 2006년     | 세이부     | 26    | 26    | 8     | 1     | 2       | 12    | 8     | 0        | 0     | .600  | 734   | 178.0 | 161      | 16       | 53    | 0    | 8     | 136      | 7     | 1     | 79    | 64       | 3.24     | 1.20    |
| 2007년     | 세이부     | 28    | 28    | 11    | 1     | 3       | 17    | 10    | 0        | 0     | .630  | 877   | 213.0 | 199      | 14       | 50    | 3    | 8     | 141      | 7     | 0     | 71    | 66       | 2.79     | 1.17    |
| 2008년     | 세이부     | 25    | 25    | 5     | 0     | 1       | 10    | 11    | 0        | 0     | .476  | 738   | 173.0 | 173      | 16       | 51    | 4    | 8     | 122      | 11    | 0     | 80    | 75       | 3.90     | 1.29    |
| 2009년     | 세이부     | 27    | 27    | 11    | 4     | 0       | 16    | 6     | 0        | 0     | .727  | 863   | 211.2 | 162      | 12       | 76    | 2    | 9     | 199      | 5     | 0     | 57    | 54       | 2.30     | 1.12    |
| 2010년     | 세이부     | 27    | 27    | 6     | 2     | 1       | 14    | 8     | 0        | 0     | .636  | 828   | 196.1 | 191      | 21       | 54    | 4    | 9     | 154      | 6     | 0     | 85    | 80       | 3.67     | 1.25    |
| 2011년     | 세이부     | 26    | 26    | 5     | 1     | 2       | 9     | 12    | 0        | 0     | .429  | 744   | 178.1 | 184      | 9        | 41    | 0    | 8     | 108      | 7     | 0     | 71    | 58       | 2.93     | 1.26    |
| 2012년     | 세이부     | 55    | 3     | 0     | 0     | 0       | 1     | 5     | 30       | 3     | .167  | 271   | 63.0  | 66       | 1        | 22    | 1    | 2     | 40       | 1     | 0     | 27    | 26       | 3.71     | 1.40    |
| 2013년     | 세이부     | 45    | 11    | 1     | 0     | 1       | 5     | 7     | 7        | 13    | .417  | 398   | 92.1  | 89       | 4        | 29    | 1    | 8     | 79       | 5     | 0     | 51    | 40       | 3.90     | 1.28    |
| 2014년     | 지바 롯데  | 26    | 26    | 1     | 0     | 0       | 8     | 12    | 0        | 0     | .400  | 708   | 164.2 | 158      | 9        | 63    | 1    | 10    | 116      | 7     | 1     | 81    | 77       | 4.21     | 1.34    |
| 2015년     | 지바 롯데  | 28    | 28    | 1     | 0     | 1       | 15    | 9     | 0        | 0     | .625  | 786   | 188.2 | 178      | 11       | 57    | 0    | 8     | 117      | 6     | 0     | 79    | 71       | 3.39     | 1.25    |
| 2016년     | 지바 롯데  | 26    | 26    | 5     | 0     | 1       | 10    | 7     | 0        | 0     | .588  | 793   | 188.2 | 195      | 15       | 48    | 0    | 4     | 118      | 1     | 0     | 73    | 63       | 3.01     | 1.29    |
| 통산: 12년 | 통산: 12년 | 352   | 240   | 54    | 9     | 12      | 118   | 101   | 37       | 16    | .539  | 7993  | 1903  | 1818     | 139      | 567   | 16   | 86    | 1387     | 65    | 2     | 799   | 719      | 3.40     | 1.25    |

- 2016년 시즌 종료 기준.
- 굵은 글씨는 시즌 최고 성적.